# Gerard Huerta
Gerard Huerta (Los Ángeles, 19 de marzo de 1952) es un tipógrafo y diseñador gráfico estadounidense creador de numerosos logotipos para artistas musicales y empresas, entre los que destacan el de la revista Time, la revista People, la cadena HBO o la banda de rock AC/DC.

## Biografía
Nacido en el Sur de California, se formó en el Art Center College of Design, donde se graduó en 1974 iniciando su carrera profesional al servicio de la compañía discográfica CBS Records, con sede en Nueva York. Huerta diseñó logos para artistas como Boston, Willie Nelson, Ted Nugent, Blue Oyster Cult, Rick Derringer, Bob Dylan, Ramsey Lewis, The Isley Brothers, Harold Melvin & the Blue Notes, George Benson, Rupert Holmes, Stephen Stills, Alvin Lee o The Charlie Daniels Band entre muchos otros. Tras dejar CBS, Huerta diseñó el rótulo de la banda australiana AC/DC para la portada de los álbumes High Voltage y Let There Be Rock, este último diseño, inspirado en la tipografía de la biblia de Gutemberg, acabaría convirtiéndose en el logo oficial de la banda, uno de los más conocidos e icónicos de la historia del rock. Posteriormente crearía logos y portadas para Foreigner, Firefall, Chicago y The Outlaws. 

Logotipo de la banda australiana AC/DC creado por Huerta

Logotipo de la Revista Time

Logotipo de la cadena HBO

Al margen de sus creaciones para la industria musical, Gerard colaboró durante años con el ilustrador Roger Huyssen, juntos trabajaron en el diseño del cartel y la rotulación de la película de Clint Eastwood, Bronco Billy, además de diseñar los logos de varias ediciones de la Superbowl. Dentro de la industria cinamatográfica, trabajó en diseños para Friday the 13th y Star Trek III: The Search For Spock. 
Diseñó logotipos y letras para empresas como MSG Network, HBO, la revista Time, CBS Records Masterworks, Waldenbooks, Spelling Entertainment, Nabisco, Calvin Klein’s Eternity, Arista Records, Type Directors Club, Pepsi light, The National Guitar Museum, Monterey Peninsula Country Club, the mastheads of Time, Money, People, The Atlantic Monthly, PC Magazine, Adweek, Condé Nast’s Traveler, Working Mother, WordPerfect, The American Lawyer, The National Law Journal, The National Catholic Register, Illustration, Connecticut Post y Architectural Digest. Diseñó las esferas de los relojes originales del Ejército suizo durante catorce años, creando también ilustraciones de sus productos. Huerta también diseño una guitarra eléctrica de ocho mástiles, conocida como The Rock Ock para el National Guitar Museum. 
Parte del trabajo artístico de Gerard Huerta se exhibe en la colección permanente del Museum of Modern Art de Nueva York.